# Гіпнопологи
Гіпнопологи — метод гіпнотерапії, який використовується під час пологів. Базується на трьох складових: гіпнозі і самогіпнозі, психології,  ідеї природних пологів.

## Визначення
У книзі Анастасії Іванової "Гіпнопологи" :
"Гіпнопологи — це техніки глибокої релаксації, дихальні техніки і техніки самогіпнозу, які використовуються для того, щоб полегшити біль під час пологів.
У книзі М.Ф. Монган  поняття гіпнопологів трактується не тільки як техніка і метод пологів, а й також "філософія народження", де "головний принцип полягає в тому, що народження дитини є нормальною, природною і здоровою функцією жінки".

## Історія методу
У 1831 році професор Анрі-Марі Юссон, головний лікар паризького госпіталю Готель-Дьє, вказував, що "використання гіпнозу може сприяти зменшенню родових болів". Про це ж говорив Поль Фуассак  в 1833 році.
У XIX столітті проводились численні досліди в цьому напрямку, зокрема, Каттера (1845) в США, Саундерс (1852) в Англії, Лафонтеном (1860) і Льебо (1885) у Франції.
Доктор Льебо опублікував в № 10 журналу «Огляд магнетизму» за 1885 рік статтю «Anesthesie par suggestion». У ній він наводить приклади двох жінок, які, будучи у гіпнозі, комфортно пререживали пологи і ні про що не пам'ятали після них.
У Росії перші дослідження про пологи під гіпнозом були зроблені в 1891 році лікарем М. Добровольським. Він підносив компрес, змочений водою, до чола породіллі і вселяв їй, що вона вдихає ефір, домагаючись при цьому повного або часткового знеболення під час пологів. Широкого поширення цей метод не отримав, так як вимагав особистої присутності гіпнолога на пологах. Але була доведена можливість словесного впливу на породіллю.
У 20-і роки XX століття за застосування гіпнотичних методів знеболення в акушерстві стали активно виступати радянські лікарі, зокрема відомий невропатолог К. І. Платонов і його учень психоневролог І. З. Вельвовский.
Вони зайнялися розробкою, а пізніше використанням свого методу знеболення пологів, відштовхуючись від теорії знаменитого академіка Івана Павлова про умовні рефлекси. Платонов і Вельвовский вважали, що біль при пологах - не що інше, як перезбудження кори головного мозку, і певним словесним підходом можна створити у породіллі нормальну взаємодію кори і підкоркового шару головного мозку в процесі пологів.
У 1949 році радянські психотерапевти (Вельвовский і колеги) ознайомили медичну громадськість зі своїм новим методом психопрофілактики болів під час пологів. У ній на перше місце ставилося ніби як не гіпноз, а «виховні» кошти: вивчення анатомії і фізіології пологів; прийоми раціональної психотерапії (роз'яснення, переконання), покликані вселити вагітній, що родові болі не є неминучими, і усунути страх; прийоми релаксації, дихальні вправи. Метод Вельвовского активно застосовувався в СРСР в 50-і роки.
«У Радянському Союзі за останні роки проведено понад 5000 пологів під гіпнозом у осіб з високою гіпнабельності. Ми вважаємо, що це повністю себе виправдовує, так як є високогуманним методом і зберігає жінці здоров'я ». (Це цитата з книги 1958 року професора П.І. Буля «Техніка гіпнозу і навіювання».)
Великий вплив на ідею природних пологів надав англійський доктор  Грентлі Дік-Рід, який набагато випередив свій час і висунув ідею, що причиною болю є тривога і страх, що викликають судомні стани і напругу м'язів. Вони звужують кровоносні судини м'язів (в т. Ч. І м'язів матки), блокуючи надходження достатньої кількості крові і кисню, що і викликає біль. І якщо зняти у породіль негативне психологічне збудження і, отже, усунути непотрібну напругу м'язів, то і болю не буде.
Під впливом методу Вельвовского і Дік-Ріда французький акушер Фернан Ламаз створив в 1950 році свою концепцію пологів без болю, засновану на постулаті «дихання управляє свідомістю». І деякий час в світі були поширені курси Ламаза.
Наступна хвиля інтересу до гіпнопологів була пов'язана з роботою Мері Монган. Вона була великою прихильницею ідей Дік-Ріда і постійно цитувала його в своїх лекціях. Мері Монгала простою мовою змогла пояснити жінкам, що стан гіпнозу дуже корисний і зовсім не суперечить ідеям природних  пологів.
Новий виток досліджень методу пов'язаний з ім'ям учениці Мері Монган Анастасією Івановою, що заснувала проект "Гіпнопологи" [Архівовано 5 червня 2020 у Wayback Machine.], мета якого — навчання методу вагітних і акушерів. У 2018 році на Міжнародному конгресі з гіпнозу в Монреалі вона представила доповідь, де продемонструвала відео народження близнюків в гіпнопологах, навела статистику по кількості гіпномам в Україні, Росії.

## Дослідження
1. Застосування гіпнозу під час пологів знижує кількість застосування фармакологічного знеболювання і окситоцину, скорочує тривалість першої стадії пологів (Kenyon, 2013)
2. Поліпшення показників за шкалою Апгар для немовлят і більш короткий період перший період пологів (Landolt A.S., Milling L. S., Коннектикут, США, 2011).
3. Курс по самогіпнозу покращує досвід пологів у жінок, а також зменшує рівень страху (Werner A., Uldbjerg N., Zachariae R., Wu C. S., Nohr E. A., Данія, 2013).
4. Позитивний досвід самогіпнозу дарує відчуття спокою, впевненості і розширення можливостей під час пологів (Finlayson K., Downe S., Hinder S., Carr H., Spiby H., Whorwell P., Велика Британія, 2015).
5. Застосування гіпнозу має свій ефект не тільки під час пологів, а й після: «Гіпноз полегшує післяпологові психологічні симптоми». Рівень післяпологової депресії в контрольній групі був значно нижче (Beevi Z., Low W. Y., Hassan J., Малайзія, квітень, 2015)